# 片岡直温

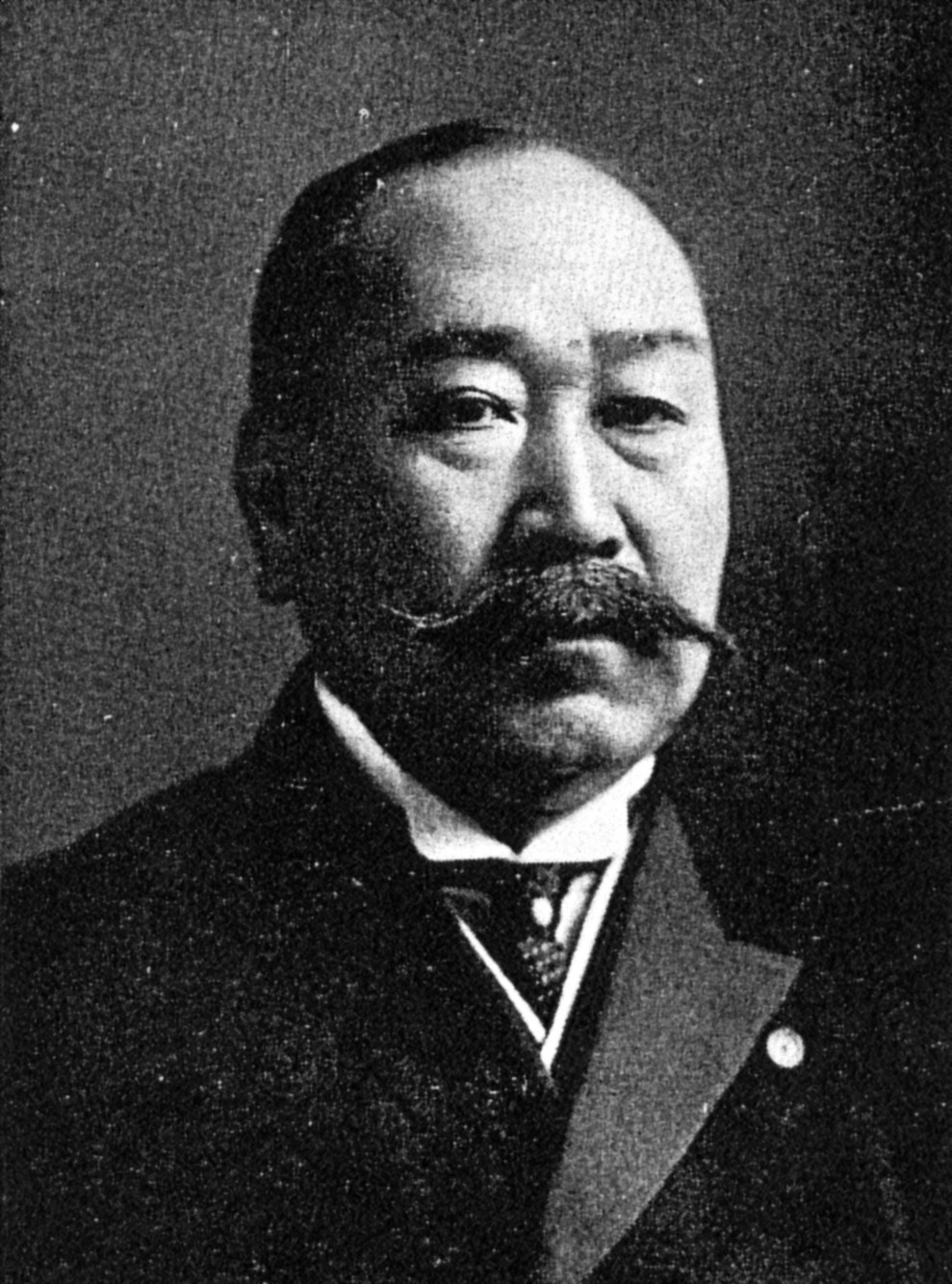
片岡直温

片岡 直温（かたおか なおはる、1859年10月13日（安政6年9月18日）- 1934年（昭和9年）5月21日）は、明治から昭和初期の実業家、政治家。土佐国高岡郡半山郷永野村（現在の高知県津野町永野）出身。片岡直輝の弟で、片岡安は娘婿。

## 来歴・人物
小学校教員、郡書記、滋賀県警部長を経て1880年に上京、伊藤博文に知られその縁で内務省に入省。1889年に官僚を辞し、弘世助三郎に日本生命保険会社の実務を任せられ、創立時に副社長に就任。日本生命初代社長鴻池善右衛門に続き、1903年より1919年までの17年に渡って2代目社長を務めた。1915年、都ホテルの社長に就任。共同銀行、関西鉄道などでも活躍した。
政界にも地歩を築き、1893年に衆議院議員に選出。以降当選8回を数える。この間に桂太郎の新党構想に関与して所属の立憲国民党の分裂を引き起こして桂新党（立憲同志会）に参加、後に後身の憲政会総務を務める。第2次加藤高明内閣にて、商工大臣として初入閣。第1次若槻内閣で大蔵大臣を務める。
1927年（昭和2年）3月14日の衆議院予算委員会で、大蔵大臣として「東京渡辺銀行がとうとう破綻を致しました」と実際には破綻していなかったにもかかわらず失言する。これを機に取り付け騒ぎが発生、これが昭和金融恐慌の引き金となり、若槻内閣は総辞職に追い込まれる。
その後、1930年（昭和5年）4月11日に貴族院勅選議員に勅任し、同成会に所属して1934年（昭和9年）に死去するまで在任した。

## その他
- 片岡は第1回衆議院議員総選挙から第17回衆議院議員総選挙まで、途中3回立候補しなかったのを除いて、全部で14回立候補をしているが、自らの意志で8回も立候補をする選挙区を変え、成績は8勝6敗であった[5]。立候補した選挙区の内訳は高知2区（4回）、大阪2区（2回）、三重郡部区（1回）、高知郡部区（1回）、京都郡部区（2回）、高知4区（1回）、京都2区（1回）、京都1区（1回）である[6]。片岡は高知県出身で一時官吏をしていたが、その後に大阪に本社を置く日本生命の役員や三重県四日市市に本社のある関西鉄道の役員や京都の都ホテルの社長を歴任しており、選挙区を頻繁に変えた理由には仕事の都合があったとされている[6]。

## 栄典
- 1930年（昭和5年）12月5日 - 帝都復興記念章[7]
- 1934年（昭和9年）5月21日 - 勲一等瑞宝章[8]